# Norra Nöbbelövs socken
Norra Nöbbelövs socken i Skåne ingick i Torna härad, uppgick 1967 i Lunds stad och området ingår sedan 1974 i Lunds kommun och motsvarar från 2016 Norra Nöbbelövs distrikt.
Socknens areal är 6,09 kvadratkilometer varav 6,08 land. År 2000 fanns här 7 642 invånare.  Stadsdelen Nöbbelöv i tätorten Lund med kyrkbyn Norra Nöbbelöv och sockenkyrkan Norra Nöbbelövs kyrka ligger i socknen. 

## Administrativ historik
Socknen har medeltida ursprung. Före den 1 januari 1886 (ändring enligt beslut den 17 april 1885) var namnet Nöbbelövs socken.
Vid kommunreformen 1862 övergick socknens ansvar för de kyrkliga frågorna till Nöbbelövs församling och för de borgerliga frågorna bildades Nöbbelövs landskommun. Landskommunen uppgick 1952 i Torns landskommun som uppgick 1967 i Lunds stad som ombildades 1971 till Lunds kommun.
1974 tillfördes ett område från Lunds Allhelgonaförsamling. 
1 januari 2016 inrättades distriktet Norra Nöbbelöv med samma omfattning som församlingen hade 1999/2000.
Socknen har tillhört län, fögderier, tingslag och domsagor enligt vad som beskrivs i artikeln Torna härad. De indelta soldaterna tillhörde Södra skånska infanteriregementet, Torna kompani och Skånska husarregementet, Hoby skvadron, Landskrona kompani.

## Geografi
Norra Nöbbelövs socken ligger närmast nordväst om Lund. Socknen är en odlad slättbygd på Lundaslätten, nu till stor del tättbebyggd.

## Fornlämningar
Tre boplatser från stenåldern är funna. Från bronsåldern finns sju gravhögar. En runsten, Norra Nöbbelövstenen, har flyttas till Lund.

## Namnet
Namnet skrevs i början av 1300-talet Nyböle och kommer från kyrkbyn. Namnet innehåller nybyli, 'nybygge'..